# Theodor Waldau
Theodor Waldau (* 27. Juni 1881 in Galatz, Rumänien, als Dorku Goldberg; † 27. März 1942 im KZ Buchenwald) war Schriftsteller und Journalist.

## Leben und Werk

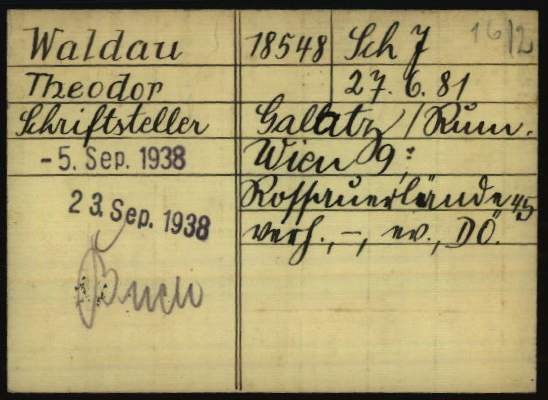
Registrierungskarte von Theodor Waldau als Gefangener im nationalsozialistischen Konzentrationslager Dachau

Theodor Waldau verfasste unter dem Künstlernamen Wau Wau im Österreich der 1920er Jahre viele Texte zu populären Liedern, zum Beispiel zu dem Radio-Schlager „Die schöne Adrienne hat eine Hochantenne“ von Hermann Leopoldi, oder zum „Wiener Stadion-Marsch“ für die Freunde von »Sport und Rekord«. Ernste Lieder wie „Nie wieder Krieg!“, das Hermann Leopoldi 1929 einspielte, oder „Jedermann“ hingegen zeichnete er mit seinem Geburtsnamen. Von 1915 bis 1924 war Waldau Chefredakteur der satirischen Zeitschrift Die Muskete. Für den Österreichischen Arbeiter-Sängerbund Wien schrieb er zur Musik von Hermann Leopoldi „Das Lied vom Arbeitsmann“ mit dem Text „Immer voran!“. Am 27. März 1942 starb er im KZ Buchenwald.

## Tondokumente (Auswahl)
- Die schöne Adrienne hat eine Hochantenne (Tschingtarata-radio). Foxtrot (Hermann Leopoldi, Text von Wauwau). Max Kuttner, Tenor. Begleitung: Paul Godwin mit seinem Künstler-Ensemble. Grammophon 20 254 (mx. 3659 ar), ca. Juni 1925
- Die schöne Adrienne hat eine Hochantenne! Modernes Lied (Hermann Leopoldi, Text von Wauwau) Jacques Rotter, am Klavier Anton Zilzer. Odeon A 44 829 (mx. Ve 1228)
- Ich red' mir ein, es geht mir gut. Lied (H. Leopoldi, Text von Dr.Robert Katscher und Wau Wau). Hermann Leopoldi Klavier-Humorist. Odeon A 306.896 (mx. Ve 1291)
- Kauft's an Lavend´l! Foxtrot (Egon Goldberg & Paul Mann, Text: Wauwau) Tanz-Orchester Dajos Béla, Gesang: Franz Hofmann. Odeon A 45 965 (mx. Be 9527)
- Money macht froh! (Musik: Hermann Leopoldi, Text von Wauwau) Jazz-Orchester Holzinger - mit Refraingesang Otto Neuman. Columbia D-15770 (Mx.-No.: WH 1823), aufgenommen in Wien, Anfang 1928
- Money macht froh! (Musik: Hermann Leopoldi, Text von Wauwau) Hermann Leopoldi Klavier-Humorist. Gramola [HMV] AM 1615 (mx. 942.967)
- Nie wieder Krieg (An alle Mütter) (Musik: Lindemann, Text: Theodor Waldau) Hermann Leopoldi Klavier-Humorist. Gramola [HMV] AM 1615 (mx. 942.968), aufgen. 1929
- Überlandpartie (H. Leopoldi, Text: Theodor Waldau) Hermann Leopoldi und Betja Milskaja. HMV AN 711 (mx. 2L 292-I) - 1931
- Österreichische Fremdenverkehrs-Werbung, Potpourri (H. Leopoldi, Text: E.W.Spahn und Wauwau). Hermann Leopoldi, Humorist. HMV AN 726 (72-801), aufgen. 1932
- Klavierstunde (H. Leopoldi, Text: Wauwau) Hermann Leopoldi und Betja Milskaja. HMV BA 395 (mx. 160.608) - 1933
- Jedermann (H. Leopoldi, Text: Theodor Waldau) Hermann Leopoldi und Betja Milskaja. HMV BA 299 (mx. OW 318-2), aufgen. 1933